# Brun knotterspindel
Brun knotterspindel (Crustulina sticta) är en spindelart som först beskrevs av O. Pickard-Cambridge 1861.  Brun knotterspindel ingår i släktet Crustulina och familjen klotspindlar. Enligt den finländska rödlistan är arten nära hotad i Finland. Enligt den svenska rödlistan är arten otillräckligt studerad i Sverige. Arten förekommer i Svealand. Artens livsmiljö är solbelysta klippor och flyttblock. Inga underarter finns listade.